# أولاد عيسى (إقليم خريبكة)
أولاد عيسى هي قرية مغربية غرب المملكة. تنتمي أولاد عيسى لإقليم خريبكة. تضم هذه الجماعة القروية 6.148 نسمة (إحصاء 2004).